# 奈良県道267号横川三昧田線
奈良県道267号横川三昧田線（ならけんどう267ごう よこかわさんまいでんせん）は、奈良県天理市を通る一般県道である。

## 概要
天理市下仁興町から天理市三昧田町に至る。
青垣山地から大和平野へ下る路線であるが、起点から天理市竹之内町までの竹之内峠は車両通行不能となっている。

### 路線データ
- 起点：天理市下仁興町（奈良県道247号笠天理線交点）
- 終点：天理市三昧田町（三昧田交差点、国道169号交点、奈良県道36号天理王寺線起点）
- 通行不能区間：天理市下仁興町 - 天理市竹之内町

## 地理

### 通過する自治体
- 奈良県
  - 天理市

### 交差する道路
| 交差する道路                     | 交差する場所 | 交差する場所        |
| -------------------------------- | ------------ | ------------------- |
| 奈良県道247号笠天理線未供用      | 下仁興町     | 起点                |
| 通行不能区間                     |              |                     |
| 奈良県道51号天理環状線           | 佐保庄町     |                     |
| 国道169号 奈良県道36号天理王寺線 | 三昧田町     | 三昧田交差点 / 終点 |

### 沿線
- 天理ダム

### 峠
- 竹之内峠（天理市）